# Hera Van Sande
Hera Van Sande (Dendermonde, 1969) is een Belgische ingenieur architect.

## Biografie
Van Sande studeerde in 1991 af als burgerlijk ingenieur architect aan de universiteit van Gent en gaf er na haar studies ook les van 1993 tot 2001. Ze reisde in het kader van het doctoraatsonderzoek over het Japans modernisme door Japan en was onderzoeker aan de Shibaura Kogyo Universiteit in Tokio. In 2008 behaalde ze met haar onderzoek de graad van doctor aan de Vrije Universiteit Brussel.
Sinds 1993 is ze werkzaam als zelfstandig architect. In 1999 richtte ze samen met Laurent Liefooghe BDP architecten op. Dit bureau bestaat niet meer en momenteel is Van Sande zaakvoerder van JUNO architecten. In 2020 ging JUNO architecten een samenwerking aan met MOPurbandesign onder de naam MOP+JUNO.
Van Sande werkte samen met Japans architect Toyo Ito aan het paviljoen op de brug in Brugge in 2004 en aan de wedstrijd voor bibliotheek de Krook in Gent in 2010. Ze schreef een publicatie over hoe Ito het paviljoen bouwde en streefde samen met de Japanse architect naar het behoud van het paviljoen dat oorspronkelijk bedoeld was als een tijdelijke constructie.
Van Sande is op dit moment docent in de masteropleiding architectonische ingenieurswetenschappen van de Vrije universiteit Brussel en de masteropleiding architectuur van de KU Leuven.
Ze schreef meerdere artikels voor het bekende architecturale tijdschrift A+U uit Tokio en is lid van de artistieke commissie van het Belgische tijdschrift A+.
Ze is ook artistiek directeur van de Archipel, een vzw die door middel van reizen en lezingen probeert het architecturale kwaliteitsbesef in Vlaanderen probeert op te tillen. Archipel wil zowel professionelen als niet-professionelen betrekken bij hun zoektocht naar het wordingsproces/ het ontstaan van architectuur.

## Visie
Van Sande probeert met haar bureau als denktank te fungeren om nieuwe inzichten te bekomen in een maatschappij die steeds verandert. Ze nemen initiatief voor projecten die een oplossing kunnen bieden voor de huidige problematiek voor onder andere mobiliteit en vergroening. Hierbij focust Van Sande op het voortraject. Ze trachten expertise te bieden aan organisaties en overheden en hun ambities om te vormen tot projecten. Ze brengen hiervoor de juiste stake- en shareholders samen waardoor een basis gevormd wordt voor complexe problematiek en kan leiden tot projecten die toekomstgericht en ambitieus zijn.
Voorbij het voortraject probeert Van Sande met dezelfde mentaliteit de projecten verder uit te werken. Hierbij is niet de vorm an sich belangrijk wel de betekenis die vorm geeft aan de ruimte en de gebruiker. Belangrijke aspecten bij de ontwikkeling zijn natuur, licht en lucht waarbij rekening gehouden wordt met de schaarste die de essentie van het project weergeeft.
De schaarste is volgens Van Sande een opportuniteit. Door verschillende partners ruimte te geven om gelaagde projecten te verkrijgen. Door vanuit schaarste te werken bekomt men kwalitatievere projecten.
Door deze manier van werken tracht Van Sande draagvlak te vormen door verder te gaan dan enkel participatie maar ook op een structureel niveau structuur en processen bij projecten in te voeren komt men tot realiseerbare en gedragen projecten.

## Nominaties & prijzen

### Twee awards voor de groene zeedijk
Het groene kunstbeschermingsproject ‘zeedijk Middelkerke/Westende’ van MOP+JUNO werd op de Global Sustainable Technology & Innovation Conference in oktober 2020 bekroond met maar liefst twee Awards: The Blue Innovation Captain Award en The Inspirational Blue Wave Award. Het project werd geprezen om zijn talrijke kwaliteiten waaronder de radicale innovatie op vlak van kustverdediging waarbij flexibiliteit en adaptiviteit de ‘keywords’ zijn. Omdat er samengewerkt wordt met de natuur in plaats van ertegenin te gaan, kan de dijk makkelijk mee evolueren met de tijd en de klimaatsverandering. Daarenboven is de kostprijs van deze zachte infrastructuur een derde van de kostprijs van een harde infrastructuur.
Het project is ook uniek omdat het tot stand kwam door een eco-systematische en cross-sectorale samenwerking tussen alle stakeholders: overheden, ontwerpers, experts en lokale organisaties.
Het resultaat is dat het project gedragen wordt door alle stakeholders. Er is geen enkel bezwaar geformuleerd tegen de bouwaanvraag wat ten zeerste uniek en uitzonderlijk is.

## Projecten

### Bruges Pavilion,2002Brugge
Het paviljoen werd gerealiseerd ter gelegenheid van ‘Brugge culturele hoofdstad van Europa’ in 2002 als een tijdelijk architecturaal statement in confrontatie met de historische stad. Met Van Sande als project architect werd op initiatief van de architectuurvereniging ‘Archipel’ Toyo Ito uitgenodigd een ‘Temporary pavillion of international level’ te bouwen. Het gebouw is specifiek voor de plek op de Burg geconcipieerd en is de uitwerking van een reflectie van architect Toyo Ito omtrent de historische context van de noordzijde van de Burg.

### Museum Berlare, i.s.m. Laurent Liefooghe,2003-2006
Het museum bevindt zich in natuurgebied aan het Donkmeer en werd zodanig ontworpen dat het als het ware in het landschap verschijnt als een opgeduwd rotsmassief, met een volledige grasgevel.
Wanneer men vanuit het dorp naar het museum kijkt, gaat het op in het landschap. Vanop de waterzijde verdwijnt het gebouw in de weerspiegeling van de glasgevel.

## Publicaties
- Bruges 2002, & Ito, T. (2002). Toyo Ito builds the Bruges 2002 pavilion. Stichting Kunstboek
- JA 117, Spring 2020: Kunio Maekawa (Vol. 117, 2020). Shinkenchiku-sha
- Kunio Maekawa, a modernist in search for Japanese identity (2008)